# Europeiska djurparksföreningen
Europeiska djurparksföreningen eller EAZA (efter det engelska namnet European Association of Zoos and Aquaria) är en förening i Europa som sedan 1992 samordnar olika frågor som rör de 340 djurparker från 41 länder vilka är medlemmar i organisationen. EAZA samordnar också avelssamarbetet av utrotningshotade djurarter via EEP.
EAZA grundades 1988 av de första 18 djurparkerna från 8 länder, som European Community Association of Zoos and Aquaria (ECAZA). På ett möte 1992 i Stuttgart byttes namnet ut mot EAZA. 
EAZA hade 2014 medlemmar från Belgien, Danmark, Estland, Finland, Frankrike, Grekland, Irland, Italien, Israel, Kazakstan, Kroatien, Kuwait, Lettland, Litauen, Nederländerna, Norge, Polen, Portugal, Ryssland, Schweiz, Slovakien, Slovenien, Storbritannien, Tjeckien, Turkiet, Tyskland, Ukraina, Ungern, Spanien, Sverige och Österrike.
Genom åren har olika kommittéer tillkommit: Veterinary Committee (1989), Membership and Ethics Committee, Legislation Committee, Aquarium Committee (alla 1992), Technical Assistance and Animal Welfare Committee (1993), Education Committee, Research Committee (båda 1995), Conservation Committee (1998) och Marketing Committee (2000).
EAZA är rådgivande expert till Europarådet. EAZA får inte någon form av ekonomiskt understöd från EU.